# Louise Michel (navire)
Pour les articles homonymes, voir Louise Michel (homonymie).

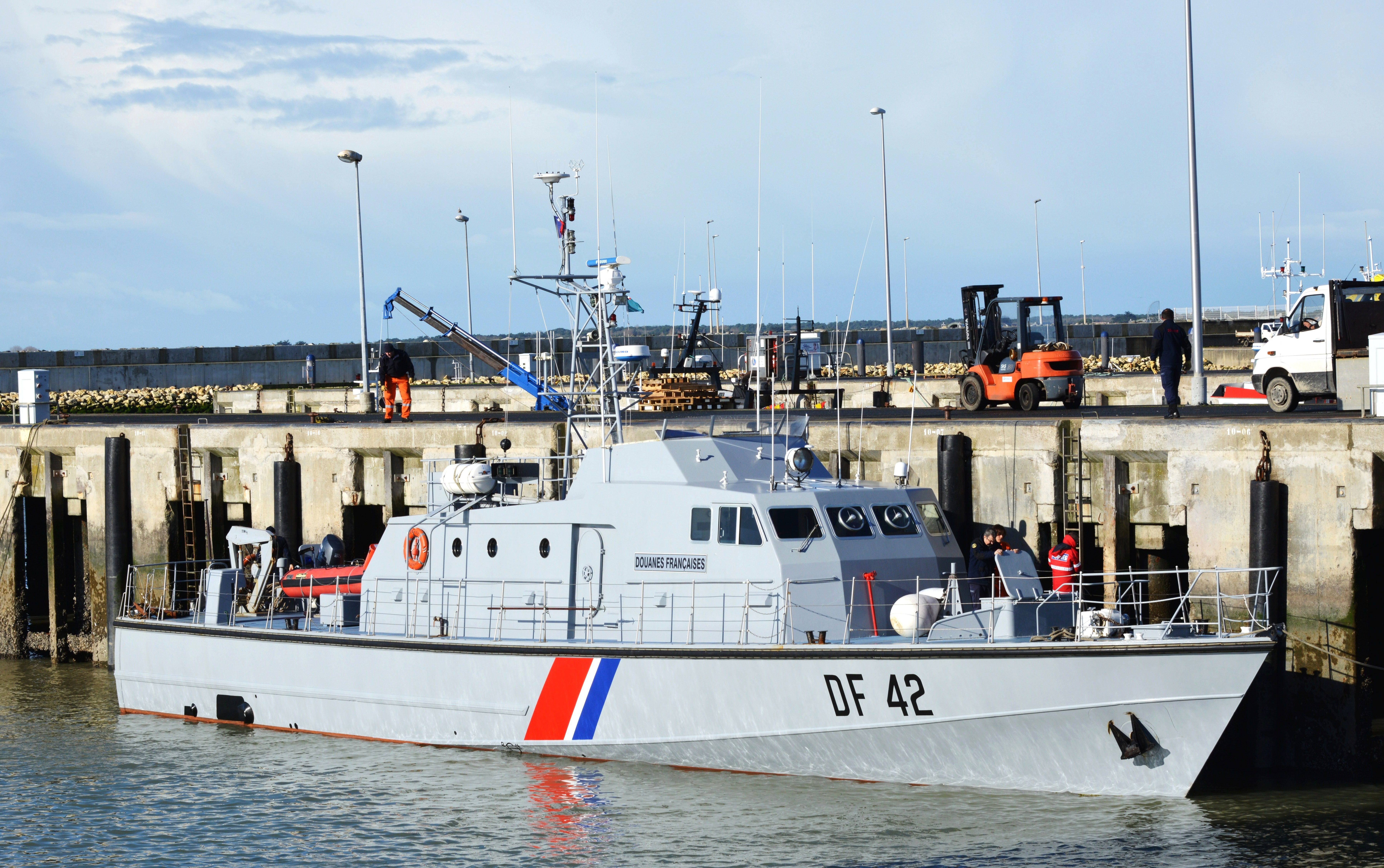
La vedette des douanes françaises Suroît photographiée en 2014. Lancée en 1988 par les Chantiers navals de L'Estérel (Cannes), elle mesure 30.35 mètres de long et 5.80 mètres de large. La puissance de sa machine est de 2640 CV.

La Louise Michel est une ancienne vedette des douanes françaises, transformée en navire de sauvetage à l'initiative et grâce au financement de l'artiste britannique Banksy. Rebaptisée en hommage à l'anarchiste française Louise Michel, elle vise à combiner le sauvetage en mer avec les principes du féminisme queer, de l'antiracisme et de l'antifascisme. Elle effectue sa première mission au large de la Libye en août 2020, sous pavillon allemand et le commandement de la capitaine, biologiste et militante antifasciste Pia Klemp.

## Historique
À l'origine, la Louise Michel était le patrouilleur français Suroît, construit pour la Direction générale des douanes et droits indirects. Il a été réaménagé en 2020 pour patrouiller les zones de secours en mer Méditerranée.
Le Suroît a été mis en service en 1988. Il s'agit de l'un des deux patrouilleurs de classe Avel Gwalarn construits par le chantier naval de l'Estérel à Cannes. Sa coque était bordée de trois couches de bois d'acajou. Le navire a été baptisé par la biathlète française Emmanuelle Claret et mis en service par la Direction générale des douanes et droits indirects sous le fanion numéro DF 42.
Le navire était stationné sur la côte atlantique française à Royan. En 2014, l'équipage avait passé environ 2 000 heures en mer, inspectant 150 navires aux abords de l'île d'Yeu.
En juillet 2016, un article sur la restructuration de la branche navale des douanes françaises mentionnait que le Suroît ne serait pas réparé et serait ancré provisoirement à La Rochelle. La fermeture de la brigade des douanes de Royan elle-même est devenue effective le 30 septembre 2018.
Le Suroît a été vendu à un enchérisseur anonyme, qui comptait constituer une équipe de sauveteurs professionnels.

## Louise Michel
Le navire a été transféré à Camaret-sur-Mer et les militants ont commencé les réparations et le carénage en 2020. Ils ont assuré au public qu'ils n'envisageaient pas d'amener de bateaux de migrants à Camaret-sur-Mer et ont affirmé ne pas être associés à d'autres ONG mais les médias italiens ont affirmé que le groupe était apparenté à l'ONG allemande Sea-Watch.
Le journal La Stampa a révélé que l'artiste et activiste Banksy était lié à la Louise Michel, citant des sources et faisant référence aux œuvres d'art présentes sur le navire. Banksy avait annoncé en 2019 son intention d'acheter un navire de sauvetage.
The Guardian a révélé le 27 août 2020 que Banksy avait recruté la militante et responsable d'ONG Pia Klemp pour la première mission de la Louise Michel, peu après que l'équipage du navire ait récupéré 89 migrants. L'équipage de cette première mission était composé de 10 militants, tous identifiés comme antiracistes et antifascistes. Les autres membres de l'équipage dont l'idenntité a été révélée étaient Lea Reisner et Claire Faggianelli, toutes deux associées à Sea-Watch et à d'autres organisations de sauvetage dans le passé.
Durant l'été 2020, la Louise Michel a d'abord été amarrée dans le port espagnol de Borriana aux côtés d'autres navires d'ONG. Lorsque le Sea-Watch 4 a quitté Borriana fin août, il a rejoint la Louise Michel près des côtes libyennes. L’équipage de la Louise Michel avait secouru sept migrants. Les migrants ont été transférés à  bord du Sea-Watch 4.
Le 28 août, les militants avaient récupéré 130 autres migrants, confiant à l'équipage de 10 personnes la responsabilité de 219 personnes. L'équipage a lancé un appel de détresse demandant de l'aide aux garde-côtes italiens et maltais, indiquant sur Twitter qu'une personne était morte et que la Louise Michel était mise en difficulté par un radeau de sauvetage remorqué sur le côté,. Le lendemain, les garde-côtes italiens sont arrivés et ont évacué les plus nécessiteux : 32 femmes, 13 enfants et 4 hommes ont été transférés sur un navire des garde-côtes venu de Lampedusa. Au même moment, d'autres navires de sauvetage, le Sea-Watch 4 et le Mare Ionio, faisaient également route pour apporter leur aide à la Louise Michel. Après avoir transféré tous les migrants sur d'autres navires, la Louise Michel a mis le cap sur les îles Baléares et est arrivée à Majorque durant la première semaine de septembre. Le 22 octobre 2020, les militants ont rendu public le fait qu’ils n'étaient pas autorisés à poursuivre leur mission car leur enregistrement était contesté.
Début 2022, l’équipage a mené plusieurs opérations de sauvetage. En mars 2023, après quatre missions de sauvetage en Méditerranée, la Louise Michel a amené environ 180 migrants sur l'île italienne de Lampedusa. Le navire a été immobilisé au port par les autorités italiennes le 25 mars pour avoir enfreint une nouvelle loi interdisant à l'équipage de mener plusieurs opérations de sauvetage sans se rendre au port après la première. En juillet 2024, le navire a été immobilisé après avoir secouru 37 personnes.
La Louise Michel a quitté l'Espagne fin juin 2024. Elle a fait une escale rapide dans le port tunisien de Hammamet avant de se diriger vers sa zone de sauvetage prévue dans les eaux internationales. Le 1er juillet 2024, l'équipage a porté assistance à 36 migrants et a reçu l'ordre des garde-côtes italiens de se diriger vers le port de Pozzallo. En raison du mauvais temps, l'équipage a décidé de se réfugier près de Lampedusa et a ensuite demandé l'autorisation d'y débarquer les migrants. Selon les militants, cette autorisation a été accordée, mais le 3 juillet, les autorités italiennes ont mis en fourrière la Louise Michel pour avoir dévié du débarquement à Pozzallo. Pour sa mise en fourrière de 20 jours, le navire a été envoyé au port sicilien de Licata.